# Brian Gill

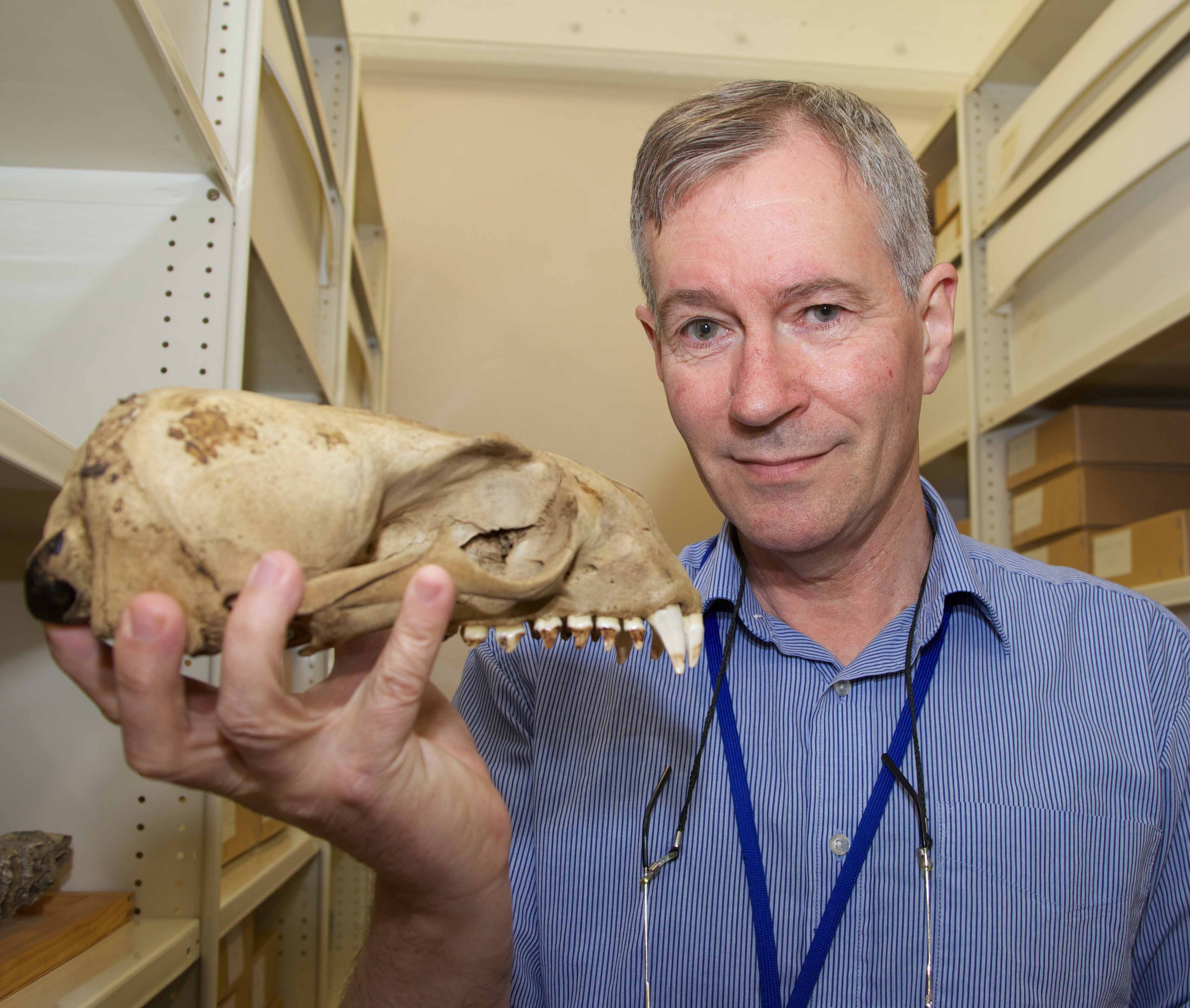
Gill in 2011

Brian James Gill (* 10. Dezember 1953 in London) ist ein britisch-neuseeländischer Zoologe und Autor von Sachbüchern über die neuseeländische Fauna.

## Leben
Gill ist der Sohn von Charles James und Jean Hutchison Gill, geborene Simpson. Seit 1961 lebt er in Neuseeland.  Ab März 1972 absolvierte er ein Zoologiestudium an der Massey University in Palmerston North, das er 1975 mit dem Bachelor of Science abschloss. Ab März 1976 studierte er an der University of Canterbury, wo er im Dezember 1979 mit der Dissertation Breeding of the grey warbler with special reference to brood-parasitism by the shining cuckoo unter der Leitung von John Warham (1919–2010) zum Ph.D. promoviert wurde. Von Februar 1980 bis November 1981 folgte die Postdoktorandenphase an der School of Biological Sciences der University of Queensland in Brisbane. Sein Forschungsprojekt war über das gemeinschaftliche Brüten von Grauscheitelsäblern in der semiariden Zone im Südosten von Queensland.
Von Mai 1982 bis Dezember 2013 war er Kurator für Landwirbeltiere am Auckland War Memorial Museum in Auckland. Über die naturhistorischen Sammlungen des Auckland Museums verfasste er 2012 und 2016 die Bücher The Owl that Fell from the Sky und The Unburnt Egg. Weitere bekannte Werke von Gill sind New Zealand’s Extinct Birds aus dem Jahr 1991 und die Checklist of the Birds of New Zealand aus dem Jahr 2010. Daneben schrieb er Beiträge für die Zeitschriften New Zealand Geographic, Forest and Bird und Records of the Auckland Institute and Museum.
2009 schrieb er das Kapitel über die Maorischlüpfer (Acanthisittidae) im neunten Band des Handbook of the Birds of the World.
Gill ist Mitglied der Ornithological Society of New Zealand. Von 1985 bis 1991 war er dort im Gremium.
Im Jahr 2003 gehörte Gill zu Erstbeschreibern des Okaritokiwis (Apteryx rowi) und er beschrieb die subfossile Unterart Corvus antipodum pycrafti der ausgestorbenen Maorikrähe. Im Jahr 2007 gehörte er neben Leslie Christidis und Walter E. Boles zu den Erstbeschreibern der Familie Notiomystidae, die für den Stichvogel (Notiomystis cincta) aufgestellt wurde. Im Jahr 2011 gehörte Gill zu den Erstbeschreibern der fossilen Schildkrötenart Eochelone monstigris aus dem Eozän. 2013 gehörte er zu einem Team von Wissenschaftlern, das  drei neuseeländische Vogelarten der Gattung Mohoua in die eigene Familie Mohouidae stellte.

## Schriften (Auswahl)
- Collins Hand Guide to Frogs and Reptiles of New Zealand, Collins, 1986, ISBN 978-0-00217-570-8
- A flying start: Commemorating fifty years of the Ornithological Society of New Zealand, 1940–1990, Random Century in association with Ornithological Society of New Zealand Inc., 1990, ISBN 978-1-86941-080-3
- New Zealand’s Extinct Birds, Vintage New Zealand, 1991, ISBN 978-1-86941-125-1
- New Zealand Frogs and Reptiles, David Bateman Ltd., 1996, ISBN 978-1-86953-264-2
- The Kiwi and Other Flightless Birds, Alan Bateman, Ltd., 1999, ISBN 978-1-86953-392-2
- New Zealand’s Unique Birds, Raupo Publishing (NZ) Ltd., 1999, ISBN 978-0-79000-681-9
- Checklist of the Birds of New Zealand, Norfolk and Macquarie Islands, and the Ross Dependency, Antarctica, Te Papa Press, 2010, ISBN 978-1-87738-559-9
- The Owl that Fell from the Sky: Stories of a Museum Curator, Awa Press 2012, ISBN 978-1-87755-113-0
- The Unburnt Egg: More Stories of a Museum Curator, Awa Press 2016, ISBN 978-1-92724-929-1